# ميل هاين
ميل هاين (بالإنجليزية: Mel Hein) هو لاعب كرة قدم أمريكية أمريكي، ولد في 22 أغسطس 1909 في ردينغ في الولايات المتحدة، وتوفي في 31 يناير 1992 في سان كليمينتي في الولايات المتحدة بسبب سرطان المعدة.

## وصلات خارجية
- ميل هاين على موقع مرجع كرة القدم المحترفة.كوم (الإنجليزية)
- ميل هاين على موقع إن إن دي بي (الإنجليزية)